# Clio (Michigan)
Pour les articles homonymes, voir Clio (homonymie).
Clio est une ville du comté de Genesee, dans l'État du Michigan, aux États-Unis. En 2020, sa population était de 2 525 habitants.